# Charkhari
Charkhari là một thành phố và là nơi đặt ban đô thị (municipal board) của quận Mahoba thuộc bang Uttar Pradesh, Ấn Độ.

## Địa lý
Charkhari có vị trí 25°24′B 79°45′Đ / 25,4°B 79,75°Đ Nó có độ cao trung bình là 184 mét (603 foot).

## Nhân khẩu
Theo điều tra dân số năm 2001 của Ấn Độ, Charkhari có dân số 23.823 người. Phái nam chiếm 53% tổng số dân và phái nữ chiếm 47%. Charkhari có tỷ lệ 58% biết đọc biết viết, thấp hơn tỷ lệ trung bình toàn quốc là 59,5%: tỷ lệ cho phái nam là 68%, và tỷ lệ cho phái nữ là 47%. Tại Charkhari, 16% dân số nhỏ hơn 6 tuổi.